# Останній маскарад (фільм, 1934)
«Останній маскарад» — грузинський радянський чорно-білий художній фільм 1934 року кінорежисера Михайла Чіаурелі. Перший грузинський звуковий фільм.

## Актори
- Олександр Джаліашвілі — Міто
- Дудухана Церодзе — Маро
- О. Лейава — Мати Міто
- Георгій Кучишвілі — батько Міто
- Нато Вачнадзе — Тамара
- С.Заврієв — Діоміде
- Михайло Геловані — Ростом
- О. Зардіашвілі — Ніко
- Віктор Гамкрелідзе — Міхо
- Шалва Гедеванішвілі — Володимир
- Олександр Жоржоліані — секретар міністра
- Коте Мікаберідзе — Галіпелі
- Ніно Чхеідзе — Етері
- Аркадій Хінтібідзе — В'язень